# Nisoniades
Nisoniades là một chi bướm ngày thuộc họ Bướm nâu.